# 常陸の輝き
常陸の輝き（ひたちのかがやき）とは、茨城県が開発したブランド豚肉、またはその豚の生体。
茨城県のブランド豚には、常陸の輝きに先行してローズポークが存在したが、全農県本部傘下の養豚農家に生産が限られるため、茨城県産豚肉のうちの3%を占めるに過ぎなかったことから、より一般農家の参入がしやすい新ブランドとして開発された。
茨城県が開発したデュロック種系統豚「ローズD-1」を交配して生産した三元豚に、脂肪の質を高める専用の飼料を給与されたもの。
茨城県養豚協会は、ローズD-1の特徴を「一般的な豚肉と比較して、赤身に含まれる脂肪割合が高い」と説明している。
ブランドネームは、825件の一般公募をもとに検討され「常陸の輝き」と命名された。
2018年12月17日から販売が開始された。